# Colin Slade
Colin Richard Slade (Christchurch, 10 ottobre 1987) è un rugbista a 15 neozelandese, dal 2020 mediano d'apertura dei Dynaboars in Top League, e bi-campione del mondo nel 2011 e 2015 con gli All Blacks.
Occasionalmente può ricoprire i ruoli di estremo, ala o centro.

## Biografia
Internazionale giovanile per la Nuova Zelanda (disputò nel 2006 il campionato giovanile con la selezione U-21, con 63 punti in cinque incontri, fu nel ruolo di mediano d'apertura, stante l'assenza del titolare Dan Carter, che Slade esordì nella selezione di Canterbury nella Air New Zealand Cup vinta nel 2008 con un personale di 86 punti; l'anno seguente, che lo vide anche esordire nella franchise di Super Rugby dei Crusaders, fu schierato nel ruolo di estremo.
Dopo due anni trascorsi negli Highlanders, nel 2014 tornò ai Crusaders.
Esordì negli All Blacks nel corso del Tri Nations 2010 a Sydney contro l'Australia, poi due infortuni alla mandibola gli fecero saltare quasi tutta la stagione successiva; passato nel frattempo agli Highlanders, infatti, disputò solo quattro incontri nel Super Rugby 2011.
Slade fu tuttavia pronto per le preselezioni alla Coppa del Mondo di rugby 2011 e, al momento delle convocazioni definitive, il C.T. Graham Henry lo convocò come seconda scelta all'apertura quale riserva di Dan Carter, preferendolo ad Aaron Cruden; in corso di torneo, tuttavia, Carter si infortunò all'inguine e fu impossibilitato a continuare la competizione, cosa questa che promosse Slade a prima scelta davanti a Cruden, nel frattempo chiamato come rimpiazzo di Carter; Slade fu titolare nella fase a gironi contro il Canada e nei quarti contro l'Argentina poi, alla vigilia della semifinale, si infortunò anch'egli a causa di uno strappo inguinale e dovette a sua volta abbandonare la Coppa, rimpiazzato dal quarta scelta Stephen Donald, cui toccò a finale in corso di subentrare a Cruden, anche lui vittima di infortunio nell'ultima partita del torneo, che gli All Blacks vinsero.
Mai impostosi permanentemente come seconda scelta di Dan Carter, rimase fuori dal tour neozelandese del 2014, anche se la mancata convocazione gli diede la possibilità di venir chiamato dal connazionale John Kirwan, incaricato di guidare i Barbarians, a prendere parte all'incontro a Londra della squadra a inviti contro l'Australia.
A fine 2014, a tre anni dalle sue ultime apparizioni internazionali, eccezion fatta per un incontro da subentrato nella Bledisloe Cup del 2013, fu richiamato in pianta stabile in Nazionale, anche se mai da titolare nel ruolo di apertura, e sempre in competizione con Carter, Cruden e Beauden Barrett.
Ad aprile 2015 comunicò di avere accettato un contratto triennale in Francia fino al 2018 nelle file del Pau neopromosso in Top 14, per una cifra vicina agli 800 000 dollari neozelandesi all'anno (approssimativamente 450 000 euro).
Convocato per la Coppa del Mondo di rugby 2015, lì concluse la sua carriera internazionale, con un incontro nella fase a gironi, e si laureò campione del mondo per la seconda volta consecutiva.

## Palmarès
- Coppe del mondo: 2
Nuova Zelanda: 2011, 2015
- National Provincial Championship: 4
Canterbury: 2008, 2009, 2010, 2011